# Gerbillus principulus
Gerbillus principulus — вид піщанок, поширений переважно в Судані; Джебель Мейдоб; Ель Мальха. Вважається, що в дикій природі збереглося менше 250 особин цього виду. Цей вид був зареєстрований на скелястих рівнинах із чагарниковою рослинністю.